# 热寂
熱寂（英語：heat death of the universe）是猜想宇宙終極命運的一種假說。根據熱力學第二定律，作為一個「孤立」的系統，宇宙的熵會隨著時間的流逝而增加，由有序向無序，當宇宙的熵達到最大值時，宇宙中的其他有效能量已經全數轉化為熱能，所有物質溫度達到熱平衡。這種狀態稱為熱寂。這樣的宇宙中再也沒有任何可以維持運動或是生命的能量存在。熱寂宇宙的理論最早由威廉·湯姆森於1850年根據自然界中機械能損失的熱力學原理推導出的。

## 发展历史
熱寂理論起源於19世紀物理學家對熱力學第一定律和熱力學第二定律對宇宙進程的影響和研究，特別是威廉·湯姆森在1851年對當時的一個動態熱力學理論（Theory of Heat）實驗作出了如下描述：“熱量並非一種物質，然而是機械作用的一種動態形式，我們認識到機械功與熱量之間必須是相關的，就如同因與果”。开尔文勋爵在1852年将这一理论外推到宇宙学尺度，并补充说整个宇宙将达到“永恒的静止和不可动摇的静止”状态。1862年，开尔文想知道是否有可能逆转死亡过程并实现“复兴宇宙”。赫爾曼·馮·亥姆霍茲和威廉·兰金1854年发展开尔文理论，认为热寂将是“所有物理事件的终结”。

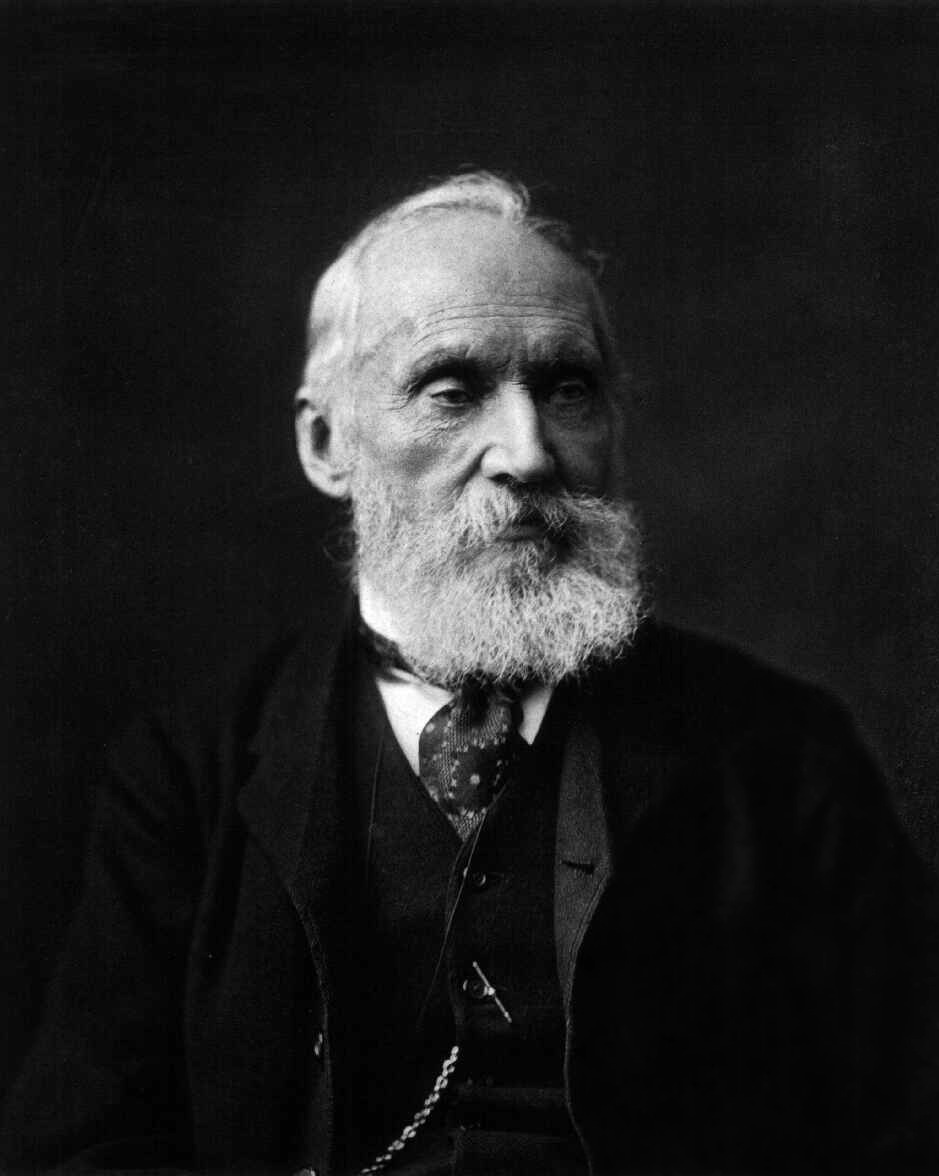
熱寂理論的創立者威廉·湯姆森

## 熱寂時間表
由於宇宙熱寂說僅僅是一種可能的猜想，並沒有任何事實證據支持該學說的正確性，所以以下內容僅為在假設該學說成立基礎下的假說。

### 简并纪元：從10^10年到10^40年

#### 宇宙加速膨脹：10^10年
宇宙加速膨脹将使星系間的距離擴大。在10^10年之內，除了一些有引力聯繫的星系，其它星系都會因为離開可觀測宇宙外而變成不可見（以银河系为例：此时宇宙膨胀将导致以地球所处在的位置为参照系的整个可观测宇宙范围之内仅存在“银河－仙女座星系”这一个星系可见，其他星系则会彼此退出各自的宇宙视界）。

#### 星系和恆星停止產生：10^14年
在這段時間裡，星系和恆星的形成逐漸減緩並完全停止，至於那些仍然存在的恆星，由於自身核燃料的逐漸枯竭，恆星的溫度和光度逐漸下降，直到核燃料完全耗盡，恆星死亡為止。當宇宙中所有的恆星都熄滅之後，只有行星、小行星（包括彗星、隕石和棕矮星）、白矮星、黑矮星、中子星、奇異星和黑洞能夠繼續存在。偶爾，棕矮星之間的相互撞擊會形成新的紅矮星。這些紅矮星會在宇宙中繼續存在數十億年，成為宇宙中为数不多的可見光源。

#### 行星開始脫離軌道：10^15年
由於引力波和引力擾動的影響，10^15年后，行星逐漸脫離它們的原始軌道。

#### 恆星開始脫離軌道：10^16年
同樣是因為引力波和引力擾動的影響，星系中的恆星和恆星殘骸也開始離開它們的原始軌道，只留下分散的恆星殘骸以及超大質量黑洞。

#### 质子衰变：10^36年至10^40年
第一個可能性是以某些大一統理論中，質子壽命極長但有限為前提推測的。

##### 一半質子完成衰變：10^36年
根據某些理論認為質子會衰變，而半衰期（10^36年）的估計是正確的話，屆時，宇宙中大約一半的物質已經通過質子衰變形式轉化為伽馬射線和輕子。

##### 全部質子完成衰變：10^40年
這時，所有的質子都已完成衰變。事實上在這種情況下，宇宙中所有的物質只能在兩種形式存在：黑洞或是輕子。

### 黑洞纪元：從10^40年到10^100年

##### 黑洞佔主導地位：10^40年
黑洞将繼續以霍金輻射的形式緩慢蒸發，直至最终因质量流失而蒸发殆尽。

##### 黑洞崩潰：10^100年
最後的黑洞预计将在10^100年（即1古戈尔年）至10^150年内蒸發完畢，而在此之前其他所有殘餘的黑洞均已蒸發殆尽。与恒星不同，黑洞的寿命与其质量成正比，即质量越大的黑洞寿命越长。因此首先将被蒸发的是低質量黑洞，然后是超大質量黑洞，最终被蒸发的黑洞将是宇宙有史以来最大的黑洞，同时也将是宇宙最后的宏观尺度天体，届时宇宙中的所有物質均将衰变為光子和輕子。

### 黑暗纪元：10^100年-
在全宇宙最后一个黑洞也因为霍金辐射蒸发消失之后，宇宙将进入黑暗纪元（Dark Era），此时的宇宙中已没有任何宏观尺度的天体存在，只剩下质子衰变之后的轻子和光子等能量极低的亚原子粒子，并且几乎不进行能量交换，也不会发生什么有意义的事件。如果时间还有意义的话，这个纪元将会延续到无穷。

##### 光子時代：10^150年到10^1000年
光子时代中，宇宙内的所有物質均已衰變為光子和輕子。宇宙的熵将在此后继续增大并最终达到热寂状态，温度也将无限趋于绝对零度。

##### 宇宙達到最低能量狀態（热寂）：10^1000年
現在，整个宇宙已進入最低能量狀態，全宇宙热平衡，宇宙的熵值将达到最大。宇宙已死，或者说，连死亡都已经消逝。目前尚不清楚在這之後會發生什麼事情，一種假設是宇宙可能會永遠停留在這種狀態，進入真正意義上的熱寂狀態。这意味著量子事件將會取代其他的微觀活動成為宇宙的主宰。

### 分歧

#### 分歧之一
假如宇宙是平面的（即Ω=1）且沒有質子衰變；則隨著量子穿隧效應加上長時間的機率，最終所有小於鐵的物質都會因此而發生核融合，最終變為鐵。（而鐵的結合能最小，因此熵值最大。）之後在很長一段時間內，會通過龐加萊始態復現定理、熱漲落和漲落定理，導致自發的熵值減少。量子穿隧效應也應該將大物體變成黑洞，根據所做的假設，這種情況發生的時間可以在10101026到10101076年間發生。量子穿隧效應也可能使鐵星在大約10101076年內坍縮成中子星。

##### 全部物質變為鐵：10^1500年到10^10^10^56年
假如宇宙是平面的（即Ω=1），在10^1500年到10^10^10^56年，量子穿隧效應所導致的核聚變應使小於鐵物質融合成鐵-56，而自發裂變和核衰變也應使大於鐵的物質衰變成鐵。

##### 量子穿隧效應至量子漲落：10^10^10^56年到10^10^10^76年
有可能可以通過隨機的量子穿隧效應或量子漲落，在大約10^10^10^56年內創建另一個宇宙。在很長一段時間內，會通過龐加萊始態復現定理、熱漲落和漲落定理，導致自發的熵值減少。

##### 鐵星坍縮成中子星：10^10^10^76年到以後
10^10^10^76年到以後。量子穿隧效應也應該將大物體變成黑洞。根據所做的假設，這種情況發生的時間可以從10^10^10^76年到以後計算。量子穿隧效應也可能使鐵星在大約年內坍縮成中子星。

#### 分歧之二
以較新的觀測所知宇宙常數，和以質子壽命無限為前提假設，有強大的暗能量不斷加速，這樣宇宙的整體熵極大，所以微觀物質很少改變，但長遠來說宏觀物體難以保持現狀。這仍然屬於熱寂的結論之一。這樣的宇宙的預期壽命遠較其他假設為短，估計約102500年便會崩潰而不適合維持生物的存活。

## 反对观点

### 反论之一
路德维希·玻尔兹曼早在1872年就提出了“涨落说”对热寂说予以反驳，即整个宇宙的熵若正好为最大值则在概率学上同样为极低概率事件，因此整个宇宙的熵只是长期保持在一个比较大的状态内按照一定的概率规律进行起伏的“涨落”变化，因此不会把所有能量都变为热能。而且在这种情况下有时出现的“熵减现象”甚至能推动生命的产生与进化。

### 反论之二
有观点认为热寂说单纯地考虑热力学第二定律，没有考虑到引力效应，而引力系统是负比热容系统，不存在稳定的平衡态。

### 反论之三
在热寂论中，因發光體不存在，只有高質量的暗物质，全宇宙将会永恒地处在完全黑暗的状态之下。但有观点认为此情形下可能很難会一直持續下去，到102500年，比上一種模型更可能因為零点能作用產生大撕裂，甚至產生新的宇宙大爆炸。